# Quim Sànchez i Núñez
Quim Sànchez i Núñez (el Prat de Llobregat, 1963 - Barcelona, 16 de desembre de 1985) fou militant de Terra Lliure.

## Biografia
Era fill de pares extremenys emigrats a Catalunya. Va viure des de petit al Prat de Llobregat, on estudià el batxillerat. Des de l'edat dels 15 anys que estava vinculat a organitzacions revolucionàries,va ser militant del PC(I) i va participar activament en les mobilitzacions que tenien per escenari les rambles barcelonines els darrers anys 70 i primers 80.
Els estudis de català a l'institut del Prat (quan encara no parlava la nostra llengua) foren decisius en la seva evolució posterior cap a l'independentisme, que considerava element fonamental de la lluita de classes en una nació oprimida.
L'any 1983, amb motiu del centenari de Karl Marx, participà en una marxa internacional de joves marxistes que recorregué diversos països europeus. Fou propulsor de l'assemblea d'aturats del Prat, i participà en algunes de les seves tancades. Treballà algun temps a la llibreria Xarxa, de la mateixa població, coneguda pel seu caire independentista.
Fou detingut per la policia el novembre del 1983, juntament amb dues persones més, mentre enganxaven cartells antirepressius dels Comitès de Solidaritat amb els Patriotes Catalans (CSPC). També havia participat sovint en activitats ecologistes i antinuclears.
Durant l'any 1984, realitzà el programa “L'Hora de la terra" a l'emissora local Ràdio Mediterrània. Fou, durant un temps, militant del Partit Socialista d'Alliberament Nacional (PSAN), i pertanyia, des de la seva fundació, al Moviment de Defensa de la Terra (MDT), havent estat el màxim impulsor de l'assemblea local del Prat de Llobregat, a la qual representà durant algun temps en la Coordinadora dels CSPC.
Quan el cridaren a incorporar-se a fer el servei militar espanyol es declarà objector polític. A principis de 1985, es desvinculà de tota activitat pública i abandonà el Prat i el Baix Llobregat.
El dia 16 de desembre de 1985 moria a causa de l'explosió d'un artefacte al carrer Aldana de l'Eixample/Poble Sec de Barcelona.
Terra Lliure donava a conèixer la seva militància a l'organització armada el mateix dia de la seva mort.

## Mort
Va morir la matinada del 16 de desembre de 1985 al carrer Aldana, a l'Eixample de Barcelona, quan li va explotar un artefacte que transportava mentre estava fent una trucada en una cabina telefònica, segurament per preguntar sobre el funcionament de l'artefacte. La cabina va desaparèixer a conseqüència de la forta explosió. Fou enterrat al cementiri del Sud del Prat de Llobregat.